# The Disappearance of Nagato Yuki-chan
The Disappearance of Nagato Yuki-chan (長門有希ちゃんの消失 Nagato Yuki-chan no shōshitsu?, "Försvinnandet av Yuki Nagato-chan"), även känd som The Vanishing of Nagato Yuki-chan, är en seinen-manga som skrivs av Nagaru Tanigawa och tecknas av Puyo, och ges ut av Kadokawa Shoten i Young Ace sedan den 4 juli 2009. Serien är en spinoff från The Melancholy of Haruhi Suzumiya, och utspelar sig i den alternativa verklighet som introducerades i The Disappearance of Haruhi Suzumiya. Yuki Nagato, en av figurerna från The Melancholy of Haruhi Suzumiya, är seriens protagonist.
En 16 avsnitt lång anime-adaption började sändas på japansk TV den 3 april 2015. Ett Original Video Animation-avsnitt av serien planeras också.

## Media

### Volymer
Utöver utgivningen i Young Ace ges The Disappearance of Nagato Yuki-chan också ut i tankōbon-volymer:
| Nr | Utgivningsdatum  | ISBN                   |
| -- | ---------------- | ---------------------- |
| 1  | 4 februari 2010  | ISBN 978-4-04-715405-6 |
| 2  | 25 november 2010 | ISBN 978-4-04-715562-6 |
| 3  | 3 september 2011 | ISBN 978-4-04-715773-6 |
| 4  | 2 maj 2012       | ISBN 978-4-04-120217-3 |
| 5  | 26 november 2012 | ISBN 978-4-04-120498-6 |
| 6  | 26 december 2013 | ISBN 978-4-04-120960-8 |
| 7  | 4 september 2014 | ISBN 978-4-04-101754-8 |
| 8  | 26 mars 2015     | ISBN 978-4-04-101755-5 |

### Anime
| Nr | Titel                                                      | Originalvisning |
| -- | ---------------------------------------------------------- | --------------- |
| 1  | "Precious Place" "Taisetsu na Basho (大切な場所?)"         | 3 april 2015    |
| 2  | "Joy to the World" "Morobito Kozorite (もろびとこぞりて?)" | 10 april 2015   |
| 3  | "Haruhi Suzumiya!!" "Suzumiya Haruhi!! (涼宮ハルヒ!!?)"    | 17 april 2015   |
| 4  | "Be My Valentine"                                          | 24 april 2015   |
| 5  | "Her Melancholy" "Kanojo no Yūutsu (彼女の憂鬱?)"          | 1 maj 2015      |
| 6  | "Over the Obento"                                          | 8 maj 2015      |
| 7  | "Wish" "Negaigoto (ねがいごと?)"                           | 15 maj 2015     |